# Sidney Earle Smith

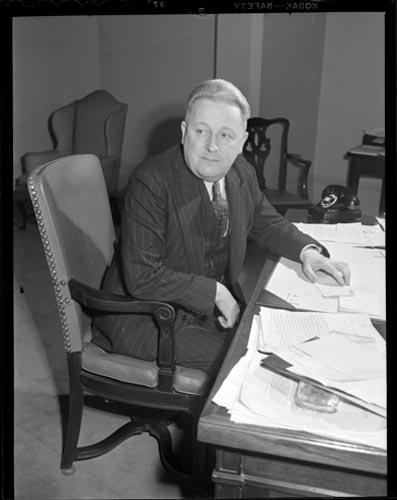
Sidney Earle Smith

Sidney Earle Smith, PC (* 9. März 1897 in Port Hood, Nova Scotia; † 17. März 1959 in Ottawa, Ontario) war ein kanadischer Politiker.

## Biografie
Smith diente während des Ersten Weltkrieges als Soldat in den Canadian Armed Forces und dem Royal Flying Corps in Frankreich. 1934 wurde er im Alter von 37 Jahren Präsident der University of Manitoba und damit jüngster Rektor einer kanadischen Universität.
Daneben begann er eine landesweite politische Laufbahn: Bereits 1942 wurde er für das Amt des Vorsitzenden der neu gegründeten Progressiv-konservativen Partei Kanadas (PCPC) nominiert, verzichtete jedoch zu Gunsten von John Bracken, dem Premierminister von Manitoba, auf dieses Amt.
1945 wurde er dann Präsident der University of Toronto. Im September 1957 beendete er seine akademische Laufbahn, nachdem er von Premierminister John Diefenbaker zum Bundesminister für Auswärtige Angelegenheiten ernannt wurde. Am 4. November 1957 wurde er auch als Vertreter des Wahlkreises Hastings-Frontenac, Ontario bei der Wahl zum Abgeordneten des Unterhauses gewählt und bei der Unterhauswahl im Mai 1958 wiedergewählt. Als Außenminister leitete er im August 1958 auch die Kanadische Delegation bei der Generalversammlung der Vereinten Nationen über die Krise im Mittleren Osten.
Nach seinem Tode übernahm Premierminister Diefenbaker kommissarisch das Amt des Außenministers.